# Егорьевск (муниципальный округ)
Муниципа́льный о́круг Его́рьевск — муниципальное образование на востоке Московской области России, соответствующее по административно-территориальному делению городу областного подчинения Его́рьевск с административной территорией.
Административный центр — город Егорьевск.
До 2015 года — Егорьевский район, административно-территориальная единица (район) и муниципальное образование (муниципальный район). 8 ноября 2015 года Егорьевский муниципальный район был преобразован в городской округ Егорьевск. 8 декабря 2015 года Егорьевский административный район был преобразован в город областного подчинения Егорьевск с административной территорией.
С 1 января 2025 года городской округ Егорьевск преобразован в муниципальный округ Егорьевск.

## География
Площадь территории округа составляет 1717,06 км². Округ граничит с городским округом Воскресенском, городским округом Коломной, городским округом Луховицы, Орехово-Зуевским Городским округом и городским округом Шатурой Московской области, а также с Клепиковским районом Рязанской области.
Большую часть территории округа, 60 %, занимают леса. Егорьевск — это ворота в знаменитую Мещёру, где господствуют медленно текущие реки с заболоченными долинами, многочисленные озера, вязкие болота и чистые родники. Мещёру воспел Константин Паустовский, называя её «краем бревенчатых погостов из крестьянских сказок, загадочных болотных мшар, таинственных лесных озёр и заколдованной тишины».
Взглянуть на мещёрскую природу можно в зоне отдыха «Любляна». Происхождение названия здешнего озера может быть интересным. Так, начиная с X века, часто называли водоёмы, в которых происходили массовые крещения славян. В лесистой и заболоченной юго-восточной части округа расположилось несколько живописных озёр: Щучье, Большое Микино, Архиповское, Удёное.
Богатый животный мир — встречаются лоси, кабаны, лисы, зайцы, белки, еноты, куницы, но всё реже можно встретить бобров, горностаев, выхухолей. В последние годы в лесах появилось много волков, которые наносят значительный урон лесным обитателям. Изредка появляется рысь. Из птиц гнездятся глухари, тетерева, рябчики. В глухих местах, на болотах встречаются скопа и орлан-белохвост, занесённые в Красную книгу.

## История
7 ноября 2015 года Егорьевский муниципальный район был упразднён, а все входившие в его состав городские и сельские поселения были объединены в единое муниципальное образование  — городской округ Егорьевск.
23 ноября 2015 года рабочий посёлок Рязановский был упразднён и включён в черту города Егорьевска.
8 декабря 2015 года город Егорьевск был отнесен к категории города областного подчинения Московской области, а Егорьевский район как административно-территориальная единица области был упразднён: вместо него образована новая административно-территориальная единица — город областного подчинения Егорьевск с административной территорией.
Уже в составе городского округа 25 сентября 2017 года Рязановскому возвращён статус рабочего посёлка как отдельного населённого пункта.

## Население
Городской округ
| 2016     | 2017     | 2018     | 2019     | 2020     | 2021     | 2023     |
| -------- | -------- | -------- | -------- | -------- | -------- | -------- |
| 104 120  | ↗104 314 | ↘104 287 | ↗104 573 | ↗105 318 | ↗111 317 | ↗111 398 |
| 2024     |          |          |          |          |          |          |
| ↗111 759 |          |          |          |          |          |          |

### Урбанизация
В городских условиях (город Егорьевск и рп Рязановский) проживают 66,17 % населения городского округа.

### Национальный состав
По итогам переписи населения 2020 года проживали следующие национальности (национальности менее 0,1 % и другое, см. в сноске к строке «Другие»):
| Национальность | Численность, чел. | Доля     |
| -------------- | ----------------- | -------- |
| Русские        | 99 868            | 89,71 %  |
| Узбеки         | 625               | 0,56 %   |
| Армяне         | 524               | 0,47 %   |
| Украинцы       | 347               | 0,31 %   |
| Татары         | 254               | 0,23 %   |
| Таджики        | 234               | 0,21 %   |
| Киргизы        | 158               | 0,14 %   |
| Азербайджанцы  | 122               | 0,11 %   |
| Другие         | 9185              | 8,26 %   |
| Итого          | 111 317           | 100,00 % |

## Населённые пункты
| №   | Населённый пункт  | Тип     | Население (2010) | Муниципальное образование муниципального района до упразднения в 2015 году |
| --- | ----------------- | ------- | ---------------- | -------------------------------------------------------------------------- |
| 1   | Абрютково         | деревня | ↘2               | Егорьевск                                                                  |
| 2   | Акатово           | деревня | ↗101             | Егорьевск                                                                  |
| 3   | Аксёновская       | деревня | ↗11              | Раменское                                                                  |
| 4   | Алексино-Шатур    | деревня | ↗64              | Саввинское                                                                 |
| 5   | Алёшино           | деревня | ↗82              | Егорьевск                                                                  |
| 6   | Алфёрово          | деревня | ↘154             | Рязановский                                                                |
| 7   | Анненка           | деревня | ↘33              | Рязановский                                                                |
| 8   | Анохино           | деревня | ↗115             | Юрцовское                                                                  |
| 9   | Артёмовская       | деревня | ↗26              | Саввинское                                                                 |
| 10  | Астанино          | деревня | ↗16              | Юрцовское                                                                  |
| 11  | Барсуки           | деревня | ↗122             | Юрцовское                                                                  |
| 12  | Батраки           | деревня | ↗113             | Егорьевск                                                                  |
| 13  | Белавино          | деревня | ↘0               | Раменское                                                                  |
| 14  | Бережки           | деревня | ↗402             | Егорьевск                                                                  |
| 15  | Березняки         | деревня | ↗10              | Раменское                                                                  |
| 16  | Бобково           | деревня | ↗82              | Раменское                                                                  |
| 17  | Большая Ильинка   | деревня | ↗23              | Юрцовское                                                                  |
| 18  | Большое Гридино   | деревня | ↗718             | Саввинское                                                                 |
| 19  | Бормусово         | деревня | ↗103             | Саввинское                                                                 |
| 20  | Бочнево           | деревня | ↘7               | Раменское                                                                  |
| 21  | Брёховская        | деревня | ↘41              | Егорьевск                                                                  |
| 22  | Бруски            | деревня | ↗72              | Саввинское                                                                 |
| 23  | Бузята            | деревня | ↗43              | Егорьевск                                                                  |
| 24  | Бутово            | деревня | ↗43              | Егорьевск                                                                  |
| 25  | Бутово            | село    | ↗31              | Юрцовское                                                                  |
| 26  | Василёво          | деревня | ↗161             | Саввинское                                                                 |
| 27  | Василенцево       | деревня | ↗131             | Саввинское                                                                 |
| 28  | Васильевка        | деревня | ↗5               | Раменское                                                                  |
| 29  | Васильково        | деревня | ↘55              | Раменское                                                                  |
| 30  | Васинская         | деревня | →0               | Раменское                                                                  |
| 31  | Васютино          | деревня | ↗41              | Егорьевск                                                                  |
| 32  | Великий Край      | деревня | →30              | Саввинское                                                                 |
| 33  | Верейка           | деревня | ↗615             | Саввинское                                                                 |
| 34  | Вишнёвая          | деревня | ↗90              | Егорьевск                                                                  |
| 35  | Владычино         | деревня | ↘32              | Юрцовское                                                                  |
| 36  | Власовская        | деревня | →26              | Саввинское                                                                 |
| 37  | Волково           | деревня | ↘83              | Раменское                                                                  |
| 38  | Гавриловская      | деревня | ↗124             | Егорьевск                                                                  |
| 39  | Голубевая         | деревня | ↗164             | Егорьевск                                                                  |
| 40  | Гора              | деревня | ↗24              | Юрцовское                                                                  |
| 41  | Горки             | деревня | ↗15              | Саввинское                                                                 |
| 42  | Горшково          | деревня | ↘131             | Егорьевск                                                                  |
| 43  | Гридино           | деревня | ↘153             | Егорьевск                                                                  |
| 44  | Гридинская        | деревня | ↗27              | Раменское                                                                  |
| 45  | Гулынки           | деревня | ↗23              | Раменское                                                                  |
| 46  | Данилово          | деревня | ↘45              | Егорьевск                                                                  |
| 47  | Двойни            | деревня | ↗75              | Юрцовское                                                                  |
| 48  | Демидово          | деревня | ↗70              | Юрцовское                                                                  |
| 49  | Дёминская         | деревня | ↘7               | Саввинское                                                                 |
| 50  | Денисиха          | деревня | ↗76              | Саввинское                                                                 |
| 51  | Денисово          | деревня | ↗25              | Юрцовское                                                                  |
| 52  | Дмитровка         | деревня | ↗253             | Юрцовское                                                                  |
| 53  | Драньково         | деревня | ↗12              | Саввинское                                                                 |
| 54  | Егорьевск         | город   | ↘71 169          | Егорьевск                                                                  |
| 55  | Ефремовская       | деревня | ↗185             | Егорьевск                                                                  |
| 56  | Жабки             | деревня | ↗38              | Юрцовское                                                                  |
| 57  | Жулёво            | деревня | ↘5               | Раменское                                                                  |
| 58  | Жучата            | деревня | ↗79              | Егорьевск                                                                  |
| 59  | Забелино          | деревня | ↗19              | Саввинское                                                                 |
| 60  | Заболотье         | деревня | ↗180             | Егорьевск                                                                  |
| 61  | Зайцево           | деревня | ↗8               | Егорьевск                                                                  |
| 62  | Заречье           | деревня | →1               | Саввинское                                                                 |
| 63  | Захарово          | деревня | ↗198             | Егорьевск                                                                  |
| 64  | Зиреево           | деревня | ↗12              | Саввинское                                                                 |
| 65  | Знаменская        | деревня | ↗67              | Саввинское                                                                 |
| 66  | Иваново           | деревня | ↘518             | Саввинское                                                                 |
| 67  | Ивановская        | деревня | ↗53              | Егорьевск                                                                  |
| 68  | Иншаково          | деревня | ↗90              | Юрцовское                                                                  |
| 69  | Иншино            | деревня | ↗118             | Саввинское                                                                 |
| 70  | Исаевская         | деревня | ↗50              | Егорьевск                                                                  |
| 71  | Каменская         | деревня | ↗52              | Саввинское                                                                 |
| 72  | Карповская        | деревня | ↗23              | Раменское                                                                  |
| 73  | Карцево           | деревня | ↗19              | Саввинское                                                                 |
| 74  | Клемёново         | деревня | ↘393             | Егорьевск                                                                  |
| 75  | Княжево           | деревня | ↗21              | Юрцовское                                                                  |
| 76  | Коврево           | деревня | ↗29              | Саввинское                                                                 |
| 77  | Козино            | деревня | ↘4               | Раменское                                                                  |
| 78  | Колионово         | деревня | →9               | Юрцовское                                                                  |
| 79  | Колычёво          | деревня | ↘749             | Егорьевск                                                                  |
| 80  | Колычёво-Боярское | деревня | ↗4               | Егорьевск                                                                  |
| 81  | Коншево           | деревня | ↘12              | Раменское                                                                  |
| 82  | Корниловская      | деревня | ↗145             | Егорьевск                                                                  |
| 83  | Коробята          | деревня | ↗24              | Саввинское                                                                 |
| 84  | Костино           | деревня | ↘17              | Саввинское                                                                 |
| 85  | Костылёво         | деревня | ↗145             | Егорьевск                                                                  |
| 86  | Кочема            | деревня | ↗68              | Раменское                                                                  |
| 87  | Крехтино          | деревня | ↗65              | Юрцовское                                                                  |
| 88  | Круги             | село    | ↗49              | Раменское                                                                  |
| 89  | Кувакино          | деревня | ↗3               | Раменское                                                                  |
| 90  | Кудиновская       | деревня | ↗30              | Егорьевск                                                                  |
| 91  | Кузьминки         | деревня | ↗20              | Егорьевск                                                                  |
| 92  | Кукшево           | деревня | ↘121             | Егорьевск                                                                  |
| 93  | Куплиям           | село    | ↗128             | Рязановский                                                                |
| 94  | Курбатиха         | деревня | ↘33              | Егорьевск                                                                  |
| 95  | Курбатово         | деревня | ↘2               | Саввинское                                                                 |
| 96  | Лазарево          | деревня | ↗10              | Раменское                                                                  |
| 97  | Ларинская         | деревня | ↗31              | Юрцовское                                                                  |
| 98  | Левино            | деревня | ↗45              | Раменское                                                                  |
| 99  | Левинская         | деревня | ↘6               | Егорьевск                                                                  |
| 100 | Лелечи            | село    | ↗628             | Раменское                                                                  |
| 101 | Леоново           | деревня | ↗255             | Юрцовское                                                                  |
| 102 | Лесково           | деревня | ↗47              | Саввинское                                                                 |
| 103 | Лесково           | село    | ↗16              | Саввинское                                                                 |
| 104 | Летово            | деревня | ↗8               | Рязановский                                                                |
| 105 | Лобаново          | деревня | ↗21              | Юрцовское                                                                  |
| 106 | Лосино            | деревня | →4               | Раменское                                                                  |
| 107 | Лунинская         | деревня | ↘65              | Егорьевск                                                                  |
| 108 | Малая Ильинка     | деревня | ↗58              | Юрцовское                                                                  |
| 109 | Маловская         | деревня | ↗6               | Юрцовское                                                                  |
| 110 | Малое Гридино     | деревня | →9               | Саввинское                                                                 |
| 111 | Мартыновская      | деревня | ↗21              | Саввинское                                                                 |
| 112 | Мелентеево        | деревня | ↘3               | Раменское                                                                  |
| 113 | Михали            | деревня | ↗1802            | Егорьевск                                                                  |
| 114 | Назарово          | деревня | ↘52              | Егорьевск                                                                  |
| 115 | Натальино         | деревня | ↗6               | Раменское                                                                  |
| 116 | Незгово           | деревня | ↘15              | Саввинское                                                                 |
| 117 | Некрасово         | деревня | →2               | Егорьевск                                                                  |
| 118 | Низкое            | деревня | ↗65              | Саввинское                                                                 |
| 119 | Никиткино         | село    | ↗427             | Раменское                                                                  |
| 120 | Николо-Крутины    | село    | ↗35              | Егорьевск                                                                  |
| 121 | Никоново          | деревня | ↗41              | Юрцовское                                                                  |
| 122 | Новоерохино       | деревня | ↗30              | Юрцовское                                                                  |
| 123 | Новопосёлки       | деревня | ↘14              | Раменское                                                                  |
| 124 | Новый             | посёлок | ↗2077            | Егорьевск                                                                  |
| 125 | Овчагино          | деревня | →84              | Егорьевск                                                                  |
| 126 | Орлы              | деревня | ↗22              | Егорьевск                                                                  |
| 127 | Павлова           | посёлок | ↗927             | Раменское                                                                  |
| 128 | Панино            | деревня | ↘33              | Саввинское                                                                 |
| 129 | Панкратовская     | деревня | ↘54              | Егорьевск                                                                  |
| 130 | Пановская         | деревня | ↗41              | Саввинское                                                                 |
| 131 | Пантелеево        | деревня | ↗47              | Егорьевск                                                                  |
| 132 | Парыкино          | деревня | ↗129             | Юрцовское                                                                  |
| 133 | Песье             | деревня | ↗7               | Юрцовское                                                                  |
| 134 | Пешур             | деревня | ↘0               | Саввинское                                                                 |
| 135 | Подлужье          | деревня | ↗16              | Егорьевск                                                                  |
| 136 | Подрядниково      | деревня | ↗110             | Юрцовское                                                                  |
| 137 | Пожинская         | деревня | ↘127             | Саввинское                                                                 |
| 138 | Полбино           | деревня | ↗853             | Юрцовское                                                                  |
| 139 | Поповская         | деревня | ↘918             | Раменское                                                                  |
| 140 | Поцелуево         | деревня | ↗20              | Раменское                                                                  |
| 141 | Починки           | село    | ↗1429            | Юрцовское                                                                  |
| 142 | Прохорово         | деревня | →0               | Раменское                                                                  |
| 143 | Радовицы          | село    | ↗187             | Рязановский                                                                |
| 144 | Раменки           | село    | ↗1508            | Раменское                                                                  |
| 145 | Рахманово         | деревня | ↗171             | Юрцовское                                                                  |
| 146 | Родионово         | деревня | ↘16              | Раменское                                                                  |
| 147 | Русаки            | деревня | ↘16              | Егорьевск                                                                  |
| 148 | Рыжево            | деревня | ↘41              | Егорьевск                                                                  |
| 149 | Рязановский       | посёлок | ↘2782            | Рязановский                                                                |
| 150 | Сабанино          | деревня | ↗28              | Саввинское                                                                 |
| 151 | Саввино           | село    | ↗1696            | Саввинское                                                                 |
| 152 | Сазоново          | деревня | ↗52              | Егорьевск                                                                  |
| 153 | Сазоново          | село    | ↘29              | Рязановский                                                                |
| 154 | Селиваниха        | деревня | ↘1124            | Егорьевск                                                                  |
| 155 | Семёновская       | деревня | ↗104             | Егорьевск                                                                  |
| 156 | Сергиевский       | посёлок | ↘99              | Егорьевск                                                                  |
| 157 | Сидоровка         | деревня | ↗16              | Юрцовское                                                                  |
| 158 | Синевая           | деревня | ↘8               | Саввинское                                                                 |
| 159 | Соколово          | деревня | ↗22              | Саввинское                                                                 |
| 160 | Соломаево         | деревня | ↘9               | Раменское                                                                  |
| 161 | Спасс-Леоновщина  | село    | ↘22              | Саввинское                                                                 |
| 162 | Станинская        | деревня | ↗30              | Егорьевск                                                                  |
| 163 | Старовасилёво     | деревня | ↗41              | Саввинское                                                                 |
| 164 | Старое            | деревня | ↗331             | Раменское                                                                  |
| 165 | Староерохино      | деревня | ↘4               | Юрцовское                                                                  |
| 166 | Старый Спасс      | деревня | ↗27              | Юрцовское                                                                  |
| 167 | Сурово            | деревня | ↗44              | Егорьевск                                                                  |
| 168 | Суханово          | деревня | ↗55              | Саввинское                                                                 |
| 169 | Таняевская        | деревня | ↘2               | Саввинское                                                                 |
| 170 | Тараканово        | деревня | ↗23              | Егорьевск                                                                  |
| 171 | Теребёнки         | деревня | ↗31              | Егорьевск                                                                  |
| 172 | Тимохино          | деревня | ↗45              | Юрцовское                                                                  |
| 173 | Тимшино           | деревня | ↗1006            | Егорьевск                                                                  |
| 174 | Титовская         | деревня | ↘28              | Саввинское                                                                 |
| 175 | Троица            | деревня | ↘16              | Егорьевск                                                                  |
| 176 | Трофимово         | деревня | ↗36              | Раменское                                                                  |
| 177 | Трубицино         | деревня | ↘23              | Саввинское                                                                 |
| 178 | Федотиха          | деревня | ↗8               | Саввинское                                                                 |
| 179 | Федуловская       | деревня | ↗73              | Егорьевск                                                                  |
| 180 | Федякино          | деревня | ↗44              | Саввинское                                                                 |
| 181 | Фетюхино          | деревня | ↘4               | Раменское                                                                  |
| 182 | Фильчаково        | деревня | ↗20              | Юрцовское                                                                  |
| 183 | Фирстово          | деревня | ↗8               | Егорьевск                                                                  |
| 184 | Фролково          | деревня | ↗27              | Саввинское                                                                 |
| 185 | Харинская         | деревня | ↘23              | Раменское                                                                  |
| 186 | Холмы             | деревня | ↗221             | Егорьевск                                                                  |
| 187 | Хохлево           | деревня | ↘39              | Егорьевск                                                                  |
| 188 | Чадлево           | деревня | ↗6               | Саввинское                                                                 |
| 189 | Чёлохово          | деревня | →183             | Егорьевск                                                                  |
| 190 | Чигарово          | деревня | ↗30              | Юрцовское                                                                  |
| 191 | Шалахово          | деревня | →0               | Саввинское                                                                 |
| 192 | Шатур             | село    | ↘0               | Саввинское                                                                 |
| 193 | Ширяевская        | деревня | ↗40              | Егорьевск                                                                  |
| 194 | Шувое             | посёлок | ↗3016            | Егорьевск                                                                  |
| 195 | Щеголёво          | деревня | ↗29              | Юрцовское                                                                  |
| 196 | Юринская          | деревня | ↗17              | Раменское                                                                  |
| 197 | Юрцово            | деревня | ↗1207            | Юрцовское                                                                  |
| 198 | Юрьево            | деревня | ↘5               | Юрцовское                                                                  |
| 199 | Яковлево          | деревня | ↗38              | Саввинское                                                                 |
| 200 | Янино             | деревня | ↘1               | Раменское                                                                  |

## Общая карта
Легенда карты:
|  | Более 70 000 жителей |
|  | 2000—5000 жителей    |
|  | 1000—2000 жителей    |
|  | 500—1000 жителей     |
|  | Менее 500 жителей    |

## Местное самоуправление

### Органы власти городского округа
Структуру органов местного самоуправления городского округа, обладающих собственными полномочиями по решению вопросов местного значения, составляют:
- Совет депутатов городского округа;
- глава городского округа;
- администрация городского округа;
- контрольно-счётная палата городского округа Егорьевск.

### Глава городского округа
Глава городского округа Егорьевск с 2015 года — Гречищев Александр Владимирович (с 2013 года являлся главой муниципального района). Был избран вновь на 5 лет в ноябре 2018 года. В сентябре 2021 года по предложению Губернатора Московской области Андрея Воробьева и депутата Государственной Думы Чаплина Никиты Александр Гречищев стал временно исполняющим полномочия Главы городского округа Коломна, а уже в ноябре Главой городского округа Коломна.
С сентября 2021 года временно исполняющим обязанности Главы городского округа Егорьевск стал Викулов Дмитрий Викторович, который до этого с 2014 года был Заместителем Главы городского округа Егорьевск.
18 января 2022 года Совет депутатов городского округа Егорьевск единогласно проголосовал за кандидатуру Викулова Дмитрия Викторовича на пост Главы городского округа Егорьевск.
| № | ФИО                             | Годы полномочий                    |
| - | ------------------------------- | ---------------------------------- |
| 1 | Гречищев Александр Владимирович | 2015—2021                          |
| 2 | Викулов Дмитрий Викторович      | сентябрь 2021 — январь 2022 (врио) |
| 2 | Викулов Дмитрий Викторович      | 2022 — наст. вр.                   |

Заместители главы городского округа Егорьевск:
| № | Ф. И.О.                        | Должность                                                          |
| - | ------------------------------ | ------------------------------------------------------------------ |
| 1 | Лобков Олег Борисович          | Первый заместитель Главы                                           |
| 2 | Леликова Наталья Александровна | Заместитель Главы                                                  |
| 3 | Заплитный Роман Михайлович     | Заместитель Главы — Председатель Комитета по управлению имуществом |

### Совет депутатов городского округа Егорьевск
Председатель совета депутатов — Лавров Михаил Трофимович
| №  | Ф. И.О.                         |
| -- | ------------------------------- |
| 1  | Фокин Павел Валентинович        |
| 2  | Плотников Александр Иванович    |
| 3  | Жиденькова Вера Юрьевна         |
| 4  | Сорокин Сергей Викторович       |
| 5  | Быбина Наталья Сергеевна        |
| 6  | Шаврак Татьяна Борисовна        |
| 7  | Кулешов Валерий Григорьевич     |
| 8  | Корягин Александр Михайлович    |
| 9  | Скворцова Любовь Анатольевна    |
| 10 | Силкин Дмитрий Анатольевич      |
| 11 | Бондарева Наталья Валерьевна    |
| 12 | Вялышев Геннадий Константинович |
| 13 | Измер Сергей Михайлович         |
| 14 | Савин Геннадий Львович          |
| 15 | Штыриков Александр Иванович     |
| 16 | Дорогов Александр Вячеславович  |
| 17 | Тарасов Андрей Викторович       |
| 18 | Никитин Владислав Борисович     |
| 19 | Головушкина Лидия Владимировна  |
| 20 | Сергеев Алексей Викторович      |
| 21 | Максимкин Юрий Петрович         |
| 22 | Зернов Дмитрий Борисович        |
| 23 | Дубинская Марина Евгеньевна     |
| 24 | Лавров Михаил Трофимович        |
| 25 | Юров Максим Александрович       |

### Главы Егорьевского района (1945—2015)
| №  | Ф.И.О.                          | Годы правления |
| 1  | Лискунов Федор Кондратьевич     | 1945—1956      |
| 2  | Окорков Александр Сергеевич     | 1956—1961      |
| 3  | Биканов Анатолий Степанович     | 1961—1963      |
| 4  | Комаров Николай Романович       | 1963—1974      |
| 5  | Муравьев Игорь Константинович   | 1974—1975      |
| 6  | Борзов Николай Александрович    | 1975—1977      |
| 7  | Разумов Борис Павлович          | 1977—1982      |
| 8  | Лавров Михаил Трофимович        | 1985—1988      |
| 9  | Румянцев Виктор Иванович        | 1988—1991      |
| 10 | Лавров Михаил Трофимович        | 1991—2013      |
| 11 | Гречищев Александр Владимирович | 2013—2015      |

## Территориальные отделы городского округа
Территориальное управление городского округа как структурное подразделение администрации городского округа представлено 4 территориальными отделами во главе с начальниками отделов:
Раменский отдел
Начальник Раменского отдела — заместитель начальника Территориального управления администрации городского округа — Голованов Виталий Валерьевич.
Юрцовский отдел
Начальник Юрцовского отдела — заместитель начальника Территориального управления администрации городского округа — Фанышев Игорь Вадимович
Саввинский отдел
Начальник Саввинского отдела — заместитель начальника Территориального управления администрации городского округа — Белов Алексей Владимирович
Шувойский отдел
Начальник Шувойского отдела — заместитель начальника Территориального управления администрации городского округа — Тызин Алексей Исаакович.
Начальником Территориального управления администрации городского округа является Орлов Борис Борисович.

## Экономика
В советское время ведущей отраслью промышленности Егорьевска была лёгкая (главным образом текстильная) промышленность. В связи с распадом Советского Союза, постепенно пришли в упадок и прекратили своё существование важнейшие городские предприятия: завод асбестовых технических изделий, станкостроительный завод «Комсомолец» (выпускавший зубообрабатывающие станки для многих предприятий СССР и зарубежных стран).
С начала 2000-х годов администрация района проводит активную политику по привлечению иностранных инвестиций в регион.
За это время открыто более 10 предприятий с иностранным капиталом. Среди них: Kronospan (производство ламината и ДСП), Saint Gobain (изоляционные материалы), Tchibo (кофе), Bella (гигиенические средства), Gedeon Richter (лекарственные препараты), Interprint (производство декоративной бумаги, ламинирующей плёнки), Егорьевский завод строительных материалов.
Помимо иностранных инвестиционных проектов, градообразующую роль играют местные предприятия: кондитерская фабрика «Победа», ЗАО «Империя соусов» (торговая марка «Стебель бамбука»), колбасно-гастрономическая фабрика им. Афанасьева (мясокомбинат), Егорьевска птицефабрика (торговая марка «Индис»), ЗАО «Техос» (изготовление продукции для нужд РЖД) и фабрика детской обуви АО «Егорьевск-обувь» (торговая марка «Котофей», ранее — Егорьевская обувная фабрика).
В Егорьевском районе выращивают зерновые культуры, картофель. В закрытом грунте — огурцы и помидоры. Разводят крупный рогатый скот, свиней, птицу (2 птицефабрики).
Месторождения фосфоритов (Егорьевское месторождение — крупнейшее в Московской области), глин, песков, торфа.

## Транспорт
В городском округе Егорьевск районе представлен автомобильный и железнодорожный транспорт, трубопроводный только в виде инженерных сетей местного значения. Сеть автодорог хорошо развита, более 90 % населённых пунктов имеют всесезонные подъезды, планируется масштабное развитие сети в рамках проекта строительства ЦКАД.
Железнодорожное сообщение развито очень слабо, через городской округ Егорьевск проходят:
- однопутное ответвление от Большого кольца Московской железной дороги через основную часть города Егорьевск: станция Егорьевск I с пассажирским остановочным пунктом Егорьевск II. Связь с Москвой тремя парами прямых электропоездов в день, а также работают местные электропоезда кольца в сторону станций Куровская и Воскресенск.
- однопутное неэлектрифицированное тупиковое ответвление от Казанского направления МЖД (от станции Кривандино) до станции Рязановка, находящейся в рабочем посёлке Рязановский.

Услуги по обслуживанию пассажирским транспортом населения оказывают: АО «Мострансавто» МАП № 4 Производственная база «Егорьевск» (бывшая автотранспортная колонна № 1796), ОАО «ЦППК» (Центральная пригородная перевозочная компания) несколько частных предпринимателей, оказывающих услуги такси, в том числе — «маршрутного».
На землях бывшего Егорьевского района ранее существовала узкоколейная железная дорога «Егорьевск — Шатура», которая была разобрана в 1970-х годах. По данной ветке осуществлялось пассажирское движение. Также до 2004 года осуществлялось техническое движение между Меланжевым комбинатом (ныне не существует) и Хлопчато-бумажным комбинатом (ныне не существует).

### Внутригородские автобусные маршруты
- № 1 ул. Хлебникова — ул. Крупской
- № 2 Больничный комплекс — Нечаевская ул.
- № 3 Вокзал — ул. Победы
- № 6 Дорожный участок — Русанцевская ул.
- № 7 Дорожный участок — Владимирская ул.
- № 8 Больничный комплекс — ул. Победы
- № 9 Вокзал — 2-й микрорайон — 5-й микрорайон — Вокзал (кольцевой)
- № 10 Дорожный участок — Нечаевская ул.
- № 11 Вокзал — 6-й микрорайон
- № 14 Вокзал — Красная горка
- № 15 Вокзал — Овощной Рынок
- № 16 Вокзал — Больничный комплекс — Холмы — Вокзал (кольцевой)

### Пригородные автобусные маршруты
- № 21 Егорьевск — с. Троица
- № 24 Егорьевск — д. Ивановская — Егорьевск (кольцевой)
- № 25 Егорьевск — с. Починки — с. Радовицы (1-й Посёлок)
- № 26 Егорьевск — с. Радовицы (1-й Посёлок)
- № 27 Егорьевск — д. Кочема
- № 28 Егорьевск — с. Устьяново
- № 29 Егорьевск — Воскресенск
- № 30 Егорьевск — д. Тимшино
- № 30 Коломна — с. Новопокровское
- № 31 Егорьевск — д. Гулынки — д. Кочема
- № 32 Егорьевск — д. Вантино
- № 33 Егорьевск — пос. Шувое
- № 34 Егорьевск — д. Иншино
- № 36 Егорьевск — д. Саматиха
- № 37 д. Ефремовская — д. Кукшево
- № 39 Шатура — Шарапово
- № 40 д. Ефремовская — д. Семёновская
- № 41 Егорьевск — д. Денисиха
- № 42 д. Селиваниха — д. Холмы
- № 43 Шатура — Егорьевск
- № 44 Егорьевск — д. Жучата
- № 47 Егорьевск — Куровское
- № 48 Егорьевск — Полбино- СНТ «Рубин» (летний)
- № 49 Егорьевск — Дмитровский погост
- № 50 Егорьевск — Тимшино (летний)
- № 53 Егорьевск — Орехово-Зуево
- № 59 пос. Рязановский — пос. Белоомут
- № 67 Егорьевск — Радовицкий Мох
- № 80 Егорьевск — Коломна

### Междугородние автобусные маршруты
- № 313 Дмитровский погост — Москва (м. Котельники)
- № 325 Егорьевск — Москва (м. Котельники)
- № 327 Перхурово — Москва (м. Котельники)
- № 328 санаторий «Белое озеро» — Москва (м. Котельники)
- № 332 Радовицкий — Москва (м. Котельники)
- № 340 Радовицы — Москва (м. Котельники) (летний)
- № 389 Верейка — Москва (м. Котельники) (летний)
- № 939 Спас-Клепики — Москва (м. Котельники)

## Достопримечательности
- Александро-Невский собор (1879—1897 годов) в Егорьевске
- Николо-Радовицкий монастырь XVIII—XIX веков в Егорьевске (Радовицы)
- Храм во имя Преображения Господня в Спас-Леоновщине
- Храм во имя Пресвятой Живоначальной Троицы в Низком
- Церковь Алексия, Митрополита Московского в Егорьевске
- Старообрядческая церковь Георгия Победоносца в Егорьевске
- Церковь Казанской иконы Божией Матери в Егорьевске
- Свято-Троицкий девичий Мариинский монастырь (конец XIX века) в Егорьевске
- Комплекс зданий городского училища в стиле модерн (1909 года)
- Казанский монастырь в с. Колычёво
- Церковь Георгия Победоносца (д. Алешино)
- Церковь Воскресения в с. Куплиям